# Баюковское сельское поселение
Баюковское се́льское поселе́ние — муниципальное образование в Муслюмовском районе Татарстана Российской Федерации.
Административный центр — село Баюково.

## История
Статус и границы сельского поселения установлены Законом Республики Татарстан от 31 января 2005 года № 30-ЗРТ «Об установлении границ территорий и статусе муниципального образования "Муслюмовский муниципальный район" и муниципальных образований в его составе».

## Население
| 2010 | 2011 | 2012 | 2013 | 2014 | 2015 | 2016 |
| ---- | ---- | ---- | ---- | ---- | ---- | ---- |
| 714  | ↘712 | ↘689 | ↘660 | ↘652 | ↘638 | ↘629 |
| 2017 | 2018 |      |      |      |      |      |
| ↘622 | ↘606 |      |      |      |      |      |

## Состав сельского поселения
| № | Населённый пункт | Тип населённого пункта       | Население |
| - | ---------------- | ---------------------------- | --------- |
| 1 | Баюково          | село, административный центр |           |
| 2 | Горбуновка       | деревня                      |           |
| 3 | Дусай            | деревня                      |           |
| 4 | Новое Сафарово   | посёлок                      |           |